# Bapuhbandung
Bapuhbandung is een bestuurslaag in het regentschap Lamongan van de provincie Oost-Java, Indonesië. Bapuhbandung telt 1298 inwoners (volkstelling 2010).